# Joel Dufter
Joel Dufter (* 18. März 1995 in Traunstein) ist ein deutscher Eisschnellläufer und Eishockeyspieler.

## Karriere
Joel Dufter begann in seiner Kindheit zunächst, wie sein Vater, Eishockey zu spielen. Über seine Schwester Roxanne kam er schließlich zum Eisschnelllauf. Sein größter Erfolg in der Jugend war ein 1. Platz beim Junioren-Weltcup 2013/14 in Bjugn über 1000 Meter. Im Weltcup waren es ein zweiter Platz im Teamsprint 2016/17 in Nagano und ein fünfter Platz über 1000 Meter in Heerenveen.
Für die Olympischen Winterspiele 2018 in Südkorea konnte er sich, wie auch seine Schwester Roxanne, qualifizieren. Dufter startete auf der 500-Meter- und der 1000-Meter-Distanz. Über 500 m belegte er den 29. Rang und auf der 1000-Meter-Distanz konnte er den 14. Platz erreichen. Es folgte Bronze bei den Mehrkampfeuropameisterschaft 2021. Bei den Olympischen Winterspielen 2022 in Peking belegte er sowohl über 500 als auch über 1000 Meter den 26. Platz. Anschließend beendete er seine Karriere und ist seither als Eishockeyspieler beim DEC Inzell in der Bezirksliga Bayern aktiv.